# 中山柵
中山柵（なかやまのさく、なかやまのき）は、陸奥国に置かれた古代日本の城柵の1つ。

## 概要
初出は『日本後紀』。
「延暦23年1月19日、征夷のため、坂東の6ヶ国（武蔵・上総・下総・常陸・上野・下野）と陸奥国に命じて、糒1万4,315五斛・米9,685斛を陸奥国小田郡中山柵に運ばせる。」
この記事から、中山柵は遅くとも、延暦23年（804年）までには完成していたことになる。

## 諸説
伊東信雄は『宮城県史』第1巻（1957年）において、多賀城の北方を固める天平五柵（石巻平野から大崎平野にかけて造営された牡鹿柵・新田柵・玉造柵・色麻柵の四柵と不明の一柵）の不明の一柵に小田郡中山柵を充てた。伊東は「当時の情勢」から中山柵の創建は天平期まで遡る可能性を指摘し、中山柵擬定地に遠田郡涌谷町箟岳山（ののだけさん）、登米郡米山村中津山、桃生郡河南町佳景山（かけやま）の3説をあげた。伊東は『古代東北発掘』（学生社：1973年）の第13章「考古学上から見た古代東北」（黒川文化研究所夏期講座：1972年8月6日を収録）の「奈良時代までの東北城柵の位置」においても、中山柵を桃生城の西方、新田柵と牡鹿柵の間に図示し、中山柵擬定地は涌谷町箟岳山説を最有力と考えていたことが知られる。
箟岳丘陵の南側に位置する涌谷町日向館跡と周辺からは土塁状の高まりとともに、多賀城創建期以前（仙台郡山遺跡Ⅱ期）の竹状模骨痕を残す凸面格子叩き平瓦およびそれ以降の布目瓦が確認されており、日向館跡は小田軍団に関わる城柵、小田郡家、天平五柵の不詳の一柵（あるいは中山柵）などの役割を担いながら、中世城館へと変容していったものと考えられている。